# جامع كردلان
جامع كَردلان من الجوامع المهمّة والتاريخية في البصرة أُسِّس عام 1906، على يد الشَّيخ حبيب القُرينيّ لكي يكون مركزا للعلوم الإسلامية، يقع المسجد في قضاء شط العرب في قرية تسمى كردلان، يبلغ مساحته الكلية 700 متر مربع ويتسع لأكثر من 500 مصل، بُنيَ من القصب والبواري وجذوع النخيل وفرشت أرضه بالحصران، ثم جُدِّدَ بناؤه في عام 1962م على يد الوجيه الحاج جاسم محمّد الحمد.

## التسمية
كَردلان: إحدى القرى القديمة في قضاء شطِّ العرب تقابل نهر العشَّار في مدينة البصرة ذكر معناها في بعض المصادر على إنَّها لفظة تركية تعني التلّ المرتفع، أغلب سكّانها سابقاً من الفلّاحين وعمّال البواخر، فيها بساتين كثيرة من النخيل لذا عندما شاهدها بعض الأجانب أطلقوا عليها «الأرض الخضراء» (green land) فتحوّلت فيما بعد إلى (كَردلان) وهي من القرى التّراثيّة التي تتشكّل من مجموعة من البيوتات ذات الطّراز المعماري الفريد تتقارب بيوتها فيما بينها مُشكِّلَةً وحدةً عمرانيّةً جميلةً مقاومةً لآلة الحداثة فأغلب البيوت ما زالت سقوفها من جذوع النخيل وأعمدة الصندل وقد فُرِشَتْ أرضُها بنوعٍ من الطابوق المربّع يشبه «الكاشي» يُسمّى «الفرشي» وقد بُنِيَت هذه البيوت أيّام الاحتلال العثماني للعراق.

## أنشطة الجامع
لجامع كَردلان أنشطة متعدّدة قديماً وحديثاً فقد كان ومنذ تأسيسه منارةً من منارات الهدى يشعُّ منها النور، حيث تُقام فيه صلاة الجمعة وصلاة الجماعة والعيدين وتفضُّ فيه النِّزاعات والخصومات ويُعلَّم فيه القرآن وتُعظَّم فيه شعائر الله منها إحياء ولادات ووفيات أهل البيت، كما أُسّس في الجامع موكب للخدمة الحسينيّة باسم موكب (أهالي كردلان) وهو أحد المواكب الكبيرة في البصرة أُسِّسَ لإحياء ذكر الحسين وتقديم الخدمة لزائريه يوم الأربعين، يخدم فيه ثلّة من الشّباب من أهالي قرية كَردلان.